# Contea di Trimble
La contea di Trimble in inglese Trimble County è una contea dello Stato del Kentucky, negli Stati Uniti. La popolazione al censimento del 2000 era di 8 125 abitanti. Il capoluogo di contea è Bedford